# 권혁관
권혁관(1990년 9월 9일 ~ )은 대한민국의 축구 선수이며, 포지션은 미드필더이다.